# Saturday Night Jamboree

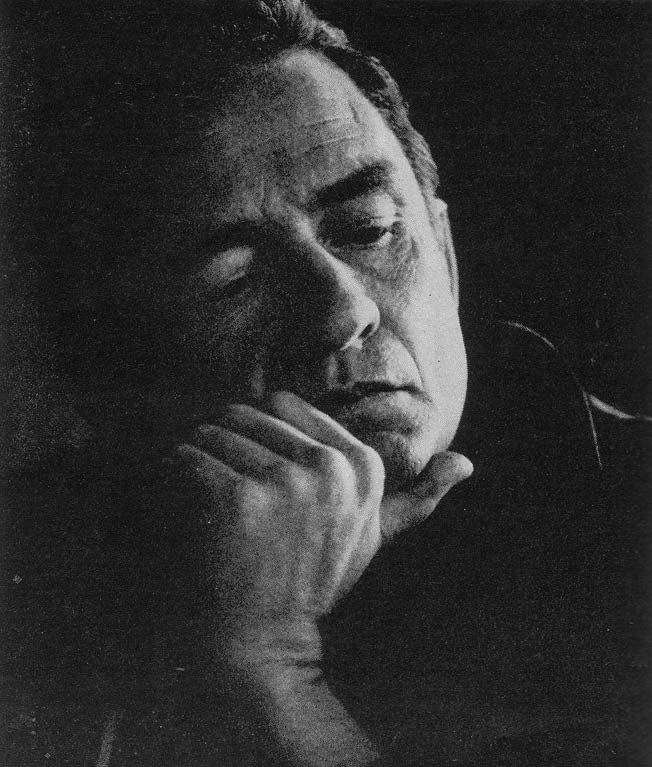
Johnny Cash

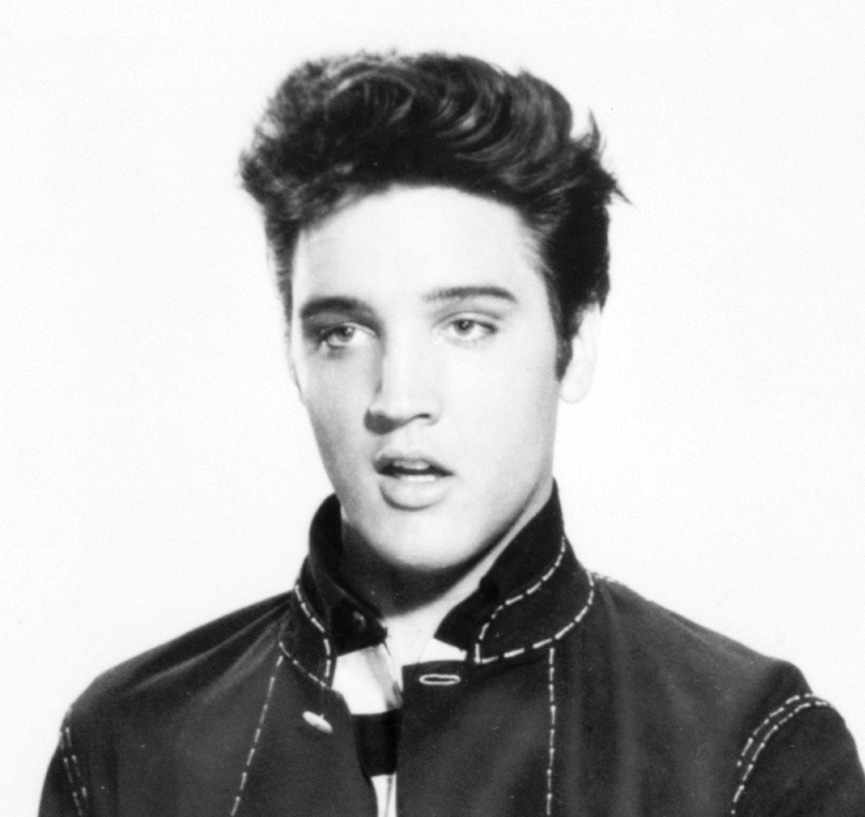
Elvis Presley

Das Saturday Night Jamboree war eine US-amerikanische Country-Sendung, die von dem Sender KWEM aus Memphis, Tennessee gesendet wurde.

## Geschichte

### Anfänge
Die Idee des Saturday Night Jamborees kam von dem Country-Musiker Joe Manuel. Manuel war schon seit 1930er Jahren professionell im Musikgeschäft und war täglich im Radio zu hören. Nach dem Aufstieg der Grand Ole Opry beschloss Manuel, ebenfalls eine solche Show zu gründen. Die erste Show wurde 1953 mit Joe Manuel und Marcus Van Story sowie dessen Band im Goodwyn Institute Auditorium abgehalten.

### Erfolge
Schnell wurde das Saturday Night Jamboree eine beliebte Radiosendung in Memphis. Nach weiteren Shows begannen auch junge Musiker der Show beizutreten und die Mitgliederzahl wuchs rapide an. Der junge Elvis Presley machte 1953 seine ersten öffentlichen Auftritte dort, ebenfalls Johnny Cash, der zusammen mit Luther Perkins und Marshall Grant zu dieser Zeit noch Country Gospel spielte. Das Saturday Night Jamboree ist möglicherweise der erste Ort, an dem jemals die Musik gespielt wurde, die später als Rockabilly bekannt wurde. Weitere bekannte Musiker, die im Jamboree auftraten, waren unter anderem Eddie Bond, Ray Harris, Johnny & Dorsey  Burnette, Charlie Feathers und Jack Earls.
Nachdem ein Freund Manuels, M.E. Ellis, das Management übernommen hatte, musste das Auditorium für sechs Monate aufgrund Renovierungsarbeiten geschlossen werden. Außerdem waren die meisten Musiker des Saturday Night Jamborees bei Plattenfirmen unter Vertrag und unternahmen Tourneen, daher beschloss Manuel, die Show Ende 1954 einzustellen. Er starb 1959 an Krebs.

## Gäste und Mitglieder
| - Elvis Presley - Johnny Cash - Carl Perkins - Jack Earls - Eddie Bond - Charlie Feathers - Ray Harris - Johnny Burnette | - Lloyd McCollough and his Drifting Hillbillies - Marcus Van Story - Larry Manuel - Barbara Pittman - Harmonica Frank Floyd - Tommy Smith - Lee Adkins - Johnny Harrison |